# Ypsilon2 Hydrae
Ypsilon2 Hydrae (υ2 Hydrae, förkortat Ypsilon2 Hya, υ2 Hya) är en ensam stjärna belägen i den mellersta delen av stjärnbilden Vattenormen. Den har en skenbar magnitud på 4,59 och är synlig för blotta ögat där ljusföroreningar ej förekommer. Baserat på parallaxmätning inom Hipparcosuppdraget på ca 10,4 mas, beräknas den befinna sig på ett avstånd på ca 314 ljusår (ca 96 parsek) från solen.

## Egenskaper
Ypsilon2 Hydrae är en blå till vit underjättestjärna av spektralklass B9 III-IV. Den har en beräknad massa som är ca 3,3 gånger större än solens massa, en radie som är ca 3,2 gånger större än solens och utsänder från dess fotosfär ca 182 gånger mera energi än solen vid en effektiv temperatur av ca 11 800 K.
Ypsilon2 Hydrae visar partiella drag från både en underjätte- och jättestjärna i dess spektrum. Zorec och Royer (2012) uppskattar emellertid stjärnan till att fortfarande bara ha avverkat 79 procent av dess livslängd i huvudserien. Med en ålder av ca 97 miljoner år roterar den med en projicerad rotationshastighet på 58 km/s.